# Bugatti Type 50
Der Bugatti Type 50 ist ein Pkw-Modell. Hersteller war Bugatti aus Frankreich.

## Beschreibung
Ettore Bugatti präsentierte 1930 das Modell. Es erweiterte das Angebot als sportliche Variante des Type 46.
Das Fahrzeug hat den für Bugatti-Wagen jener Zeit typischen Achtzylinder-Reihenmotor. 86 mm Bohrung und 107 mm Hub ergeben 4972 cm³ Hubraum. Die Kurbelwelle ist in neun Gleitlagern gelagert. Anstelle der vorher bei Bugatti üblichen Dreiventiltechnik hat jeder Zylinder nur ein Einlassventil und ein Auslassventil. Außerdem war die DOHC-Ventilsteuerung mit zwei obenliegenden Nockenwellen neu für Bugatti. In einigen Details ähnelt der Motor jenen der Harry A. Miller Manufacturing Company. Ein Roots-Kompressor sorgt für mehr Leistung. Die Standardausführung leistet 225 PS. Der Motor ist wassergekühlt.
Der Motor ist vorne im Fahrgestell eingebaut. Er treibt über eine Kardanwelle die Hinterachse an.
Die normale Version gab es von 1930 bis 1934. Das Fahrgestell entspricht dem Type 46. Es hat 310 cm Radstand und 140 cm Spurweite. Die Fahrzeuge sind 452 cm lang und 185 cm breit. Das Fahrgestell wiegt 1180 kg oder 1300 kg. Eine Quelle gibt 1397 mm Fahrzeughöhe an. Bekannt sind Aufbauten als Coupé, Cabriolet und Roadster.
Drei Wagen erhielten leistungsgesteigerte Motoren mit 275 PS für Autorennen.
1932 ergänzte der Type 50 T das Sortiment. Er ist weniger sportlich ausgelegt. Der Motor leistet 200 PS. Der Radstand beträgt 350 cm und die Fahrzeuglänge etwa 495 cm.

## Bauzeit und Stückzahlen

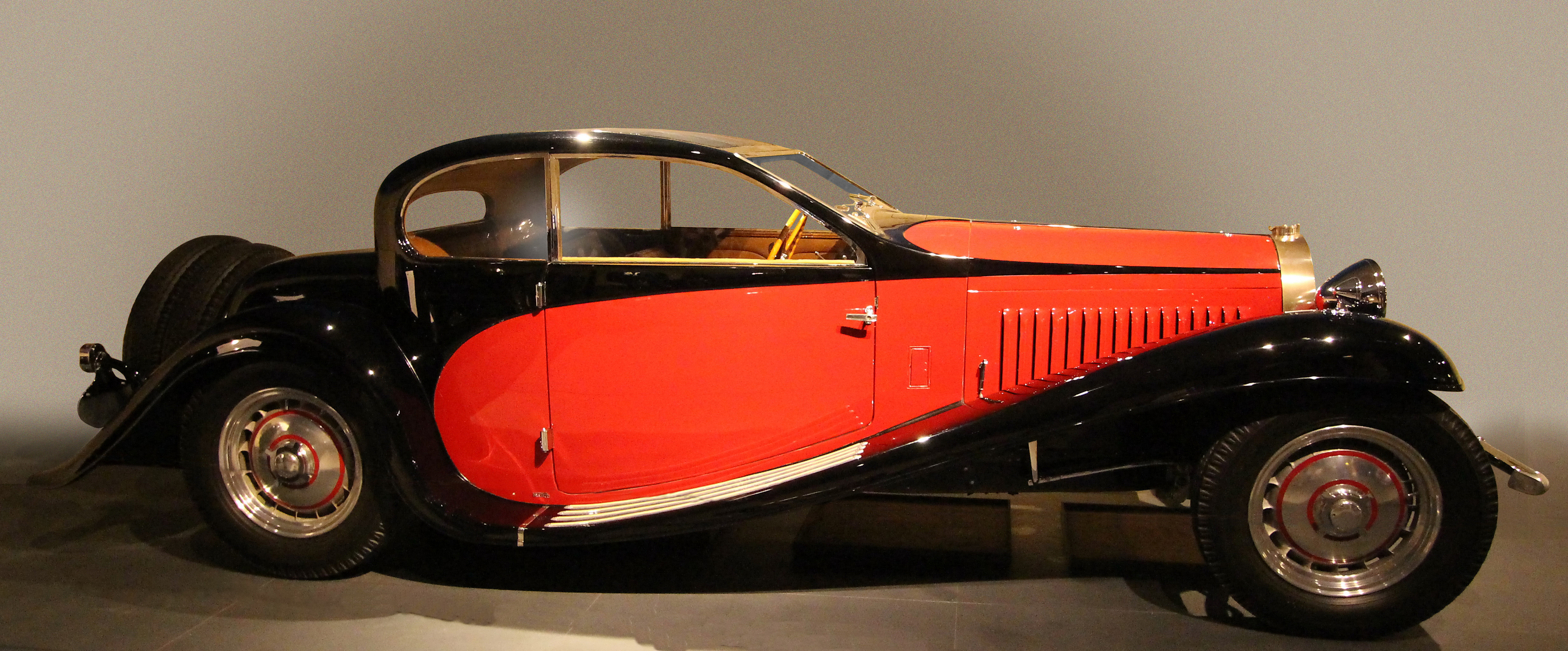
Bugatti Type 50 T als Coupé

Beide Ausführungen wurden 1934 ohne direkten Nachfolger eingestellt.
Eine Quelle nennt 40 Fahrzeuge der Standardausführung plus 25 Type 50 T, in der Summe also 65 Fahrzeuge.
Eine andere Quelle kommt ebenfalls auf 65 Fahrzeuge, darunter 23 Type 50 T, gibt aber an, dass die Fahrgestellnummern im Bereich von 50-112 bis 50-177 liegen, was rechnerisch 66 Stück ergibt, sofern alle Nummern auch tatsächlich vergeben wurden.
Weitere Quellen bestätigen 65 Fahrzeuge, es werden aber auch 100 genannt.

## Renngeschichte

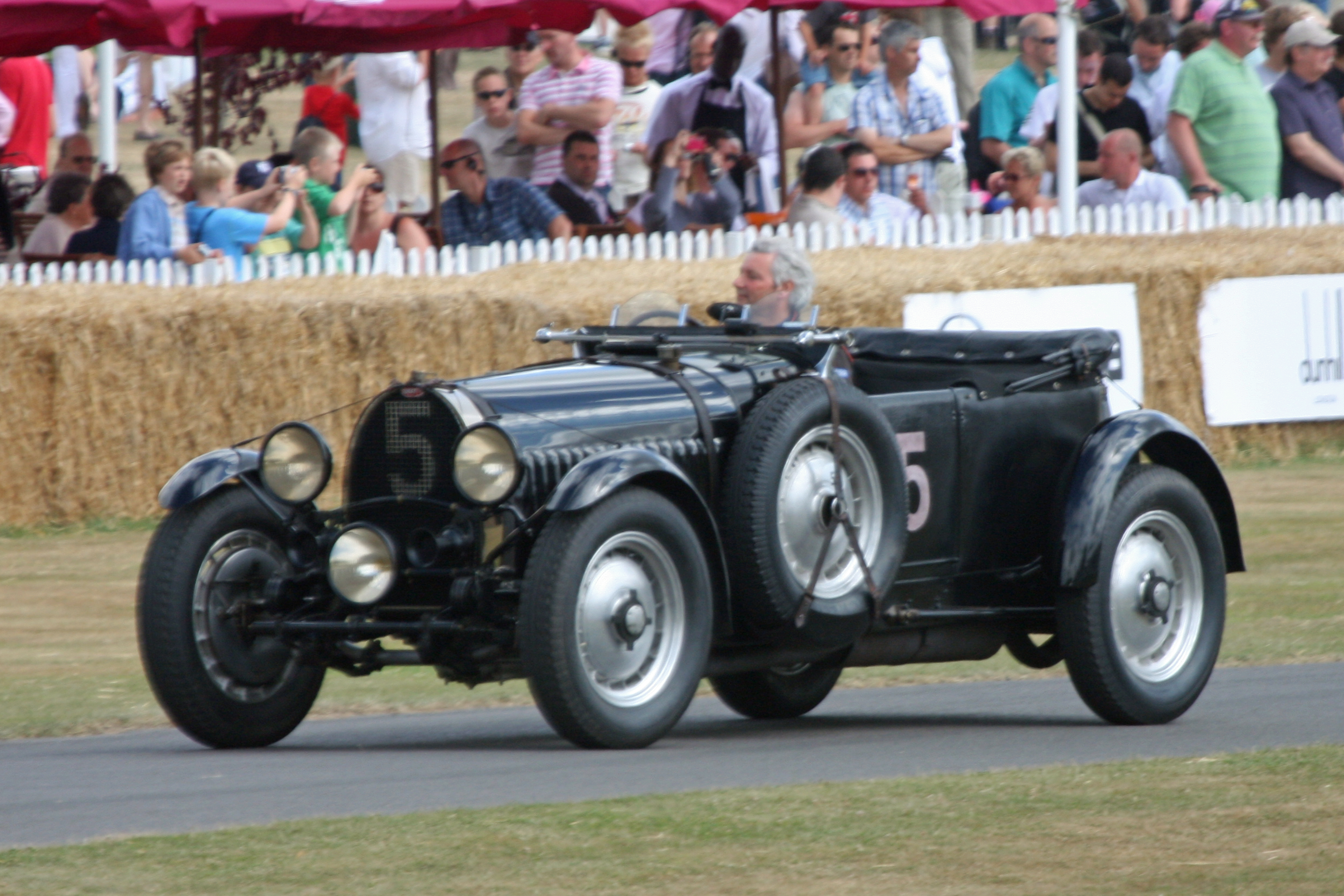
Der Bugatti Type 50 mit der Startnummer 5, den Ettore Bugatti nach dem Unfall von Louis Chiron beim 24-Stunden-Rennen von Le Mans 1931 vom Rennen zurückzog.

Sein Renndebüt gab der Type 50 bei der Mille Miglia 1931. Achille Varzi bestritt das Rennen auf einem Werkswagen, fiel aber im Rennen vorzeitig aus.
Zum 24-Stunden-Rennen von Le Mans 1931 meldete Ettore Bugatti drei Werkswagen. Den Wagen mit der Nummer 4 fuhren Achille Varzi und Louis Chiron; Nummer 5 (Chassisnummer 50143) pilotierten Albert Divo und Guy Bouriat; am Steuer der Startnummer 6 (Chassisnummer 50117) saßen der italienische Graf Caberto Conelli und der Franzose Maurice Rost. Im Rennen hatten die Bugattis große Probleme mit den Michelin-Reifen. Schon im Training wurde klar, dass die weichen Mischungen der französischen Reifenmarke den schnellen Bugattis nicht gewachsen waren. Am Samstagabend hatte Conelli nach einem Reifenschaden dann einen schweren Unfall. Das Wrack des Type 50S schleuderte in eine Zuschauergruppe, wobei ein Zuschauer den Tod fand. Nach Bekanntwerden der Tragödie zog Ettore Bugatti die beiden weiteren Wagen vom Rennen zurück.
Bei der RAC Tourist Trophy 1931 war drei Werkswagen zwar gemeldet, erschienen aber nicht zu Training und Rennen.
1933 meldete Guy Bouriat ein Type 50 in Le Mans, der von Marie Depret und Pierre Bussienne gefahren wurde. Das Rennen endete nach 119 gefahrenen Runden durch einen technischen Defekt. 1934 und 1935 fuhren Roger Labric und Pierre Veyron Chassisnummer 50177 in Le Mans; bei beiden Rennen kam das Team nicht ins Ziel.